# میکل آنژ مینیری
میکل آنژ مینیری (انگلیسی: Michelangelo Minieri؛ زادهٔ ۲۹ مهٔ ۱۹۸۱) بازیکن فوتبال اهل ایتالیا است.
از باشگاه‌هایی که در آن بازی کرده‌است می‌توان به باشگاه فوتبال پروجا، باشگاه ورزشی لاتزیو، باشگاه فوتبال فیورنتینا، باشگاه فوتبال آسکولی، باشگاه فوتبال کاتانیا، باشگاه فوتبال تریستیانا، باشگاه فوتبال آولینو، و باشگاه فوتبال ویچنزا اشاره کرد.
وی همچنین در تیم ملی فوتبال Italy U15 بازی کرده‌است.